# Gøgleren, Anton og de andre
Gøgleren, Anton og de andre er Sebastians femte studiealbum, udgivet i 1975, samt hans første udgivelse på CBS. Albummet markerer en mere politisk tone end de forgående Sebastian-plader, bl.a. udtrykt i sange som "Balladen om Anton".
"La Dolce Vita" blev i 1981 genindspillet til albummet Stjerne til støv.

## Numre

### Side 1
1. "Gøgleren" (3:44)
2. "Trunte og Tromle" (3:30)
3. "Besværligt nogengange" (3:21)
4. "Skytten (22/11 – 21/12)" (3:05)
5. "Farvel (Nu er du helt din egen)" (3:25)
6. "Venedig" (4:31)

### Side 2
1. "Alle mod alle" (5:40)
2. "Evas sang" (4:47)
3. "La Dolce Vita" (3:17)
4. "Så er det forbi, baby blue" (3:23)
5. "Balladen om Anton" (4:42)

Tekst og musik: Sebastian, undtagen "Så er det forbi, baby blue", som er Sebastians oversættelse af Bob Dylans "It's All Over Now, Baby Blue".